# Angel Marin
Angel Marin (en búlgaro: Ангел Марин; Batak, 8 de enero de 1942-18 de marzo de 2024) fue un militar y político búlgaro, que se desempeñó como Vicepresidente de Bulgaria entre 2002 y 2012, bajo el Gobierno de Gueorgui Parvanov.

## Biografía
Nació en Batak, Provincia de Pazardzhik, en enero de 1942, completando su educación secundaria en Devin en 1960. Ese año ingresó a la Escuela Superior de Artillería Militar de Shumen, de donde se graduó en 1965 con especialización en Artillería Terrestre. Además recibió el título de Civil en Ingeniería Radioelectrónica.
Entre 1974 y 1978 asistió a la Escuela Militar de Artillería en San Petersburgo. Allí se graduó con distinción y medalla de oro en "Comando de Estado Mayor del Cuartel General y Operativo-Táctico", recibiendo el título universitario de educación militar.
En 1965 ingresó a las Fuerzas Terrestres de Bulgaria, en la división de Misiles, onde se desempeñó como Comandante de la Unidad de Lanzamiento de Misiles y Comandante de Pelotón. En 1978 pasó a ser comandante de la División de Misiles en Stara Zagora, hasta 1980, cuando pasó a ser Comandante del Regimiento de Artillería en la misma localidad. En 1982 fue asignado como Jefe de la Fuerza de Misiles y Artillería de la Segunda División de Stara Zagora, y en 1987 como Jefe de la Fuerza de Misiles y Artillería de la Tercera División de Sliven.
Finalmente, en 1990 pasó a ser Comandante de la Fuerza de Misiles y Artillería de todas las Fuerzas Terrestres de Bulgaria hasta su retiro en 1998 debido a desacuerdos con las reformas a las Fuerzas Armadas que lideraba el nuevo gobierno de Petar Stoyanov.
En las elecciones presidenciales de Bulgaria de 2001 fue elegido Vicepresidente del país como fórmula de Gueorgui Parvanov, siendo reelegidos en las elecciones presidenciales de 2006. Durante su mandato, indultaron la cifra récord de 533 personas.